# Analiză
Analiza este o cercetare atotcuprinzătoare, sistematică prin care obiectul sau subiectul cercetat este descompus în părțile sale, iar acestea sunt ordonate, cercetate și evaluate. Un rol important joacă și conexiunile dintre elemente și integrarea lor.